# 스톱로스
《스톱로스》(영어: Stop-Loss)는 미국에서 제작된 킴벌리 피어스 감독의 2008년 전쟁 드라마 영화이다. 라이언 필리피 등이 출연하였고, 스콧 루딘 등이 제작에 참여하였다. 이라크 전쟁에 참전한 젊은 군인들이 심리적으로 지쳐 있는 상황을 그린다. 이 영화는 파라마운트 픽처스에 의해 배급되었고, MTV 필름스에 의해 제작되었다.

## 줄거리
이라크 전쟁 중 티크리트에서 복무 기간을 완수하고 텍사스주 브래저스 집으로 돌아온 브랜던 킹 하사는 민간인으로 살아갈 준비를 한다. 하지만 육군은 스톱로스(stop-loss) 방침에 따라 지원 계약서의 조항을 독단으로 적용해 그에게 강제로 이라크 복귀 명령을 내린다. 브랜던은 이에 순응하길 거부하며 탈영에 들어간다.

## 출연진
- 라이언 필리피
- 애비 코니시
- 채닝 테이텀
- 조지프 고든레빗
- 티머시 올리펀트
- 빅터 러숙
- 롭 브라운
- 조지프 서머
- 린다 이먼드
- 키어런 하인즈
- 시오 로시
- 케이시 러보
- 제이슨 패트릭
- 멀리나 캐너커리디스
- 메이미 거머
- 앨릭스 프로스트
- 토리 키틀스
- 스티븐 스트레이트
- J. D. 에버모어

## 기타 제작진
- 협력 제작: 리드 캐럴린
- 배역: 에이비 코프먼
- 미술: 데이비드 와스코
- 세트: 샌디 레이놀즈와스코
- 의상: 말린 스튜어트